# ノリタケテーブルウェア
株式会社ノリタケテーブルウェア (Noritake Tableware) は、日本の陶磁器・食器の販売会社。ノリタケカンパニーリミテド（現・ノリタケ）の子会社であり、2009年10月1日、親会社であるノリタケカンパニーリミテドに吸収合併された。
母体は1980年に設立されたノリタケマーチャンダイジング株式会社。同社は翌1981年3月に営業を開始し、日本陶器（後のノリタケカンパニーリミテド、現・ノリタケ）の工場隣接地の直営店・ノリタケショップの運営、企業の販促用製品の開発、および企業従業員向けに直接注文を取る職域販売を業務としている。1999年11月には株式会社ノリタケリビングに社名を変更した。
2000年4月に株式会社ノリタケを吸収合併し、合併後の社名は株式会社ノリタケとなった。さらに翌2001年4月にノリタケカンパニーリミテド食器部門のホテル・レストラン向け営業を吸収し、株式会社ノリタケテーブルウェアとなった。これら一連の吸収・合併によって販売部門の在庫管理や商品開発を統合し、間接部門の削減などの効率化を図った。また、2005年4月1日にはノリタケカンパニーリミテドの物流子会社である株式会社ノリタケロジスティックスを合併している。

## 直営店

### ノリタケショップ
- 銀座店（東京都中央区銀座）
- 栄店（名古屋市中区新栄町）
- 三好店（愛知県みよし市）
- 神守店（愛知県津島市神守町）
- 大阪店（大阪市中央区淡路町）

### 閉店した直営店
- 赤坂店（東京都港区赤坂）：2012年9月18日閉店。

### その他
- MAHORA（まほら）ノリタケ（愛知県常滑市セントレア）
- ノリタケスクエア厚木（神奈川県厚木市下荻野）：2009年閉店。
- ノリタケスクエア名古屋（名古屋市西区則武新町）
- ノリタケオンラインショップ（名古屋市中区新栄町）